# Парламент
Парламентът (от старофренски: parlement – „разговор, съвещание“: на френски: parler – „говоря“) или Камарата на представителите е политическа институция, състояща се от представители на гражданите в държавата, избрани (частично или изцяло) пряко от тях, и служи като законодателна власт в страните с представителна демокрация.
Може да се състои от една или две камари (палати).

## История
Прототипът на съвременния парламент като орган на съсловно представителство възниква първоначално в Средиземноморието – в края на XI век в кралство Сицилия и в края на XII век в Испания (т.нар. Кортеси). Във Франция от XIV до XVIII век има Генерални щати на представители на съсловията, които реално нямат голяма власт, и също „парламенти“, които раздават правосъдие (Парижки парламент). Съвременният парламентарен режим се формира през 18 век.

## Парламентарни системи
Законодателната власт във всяка конституция е централна власт и от нейната стабилност до голяма степен зависи стабилността на държавата. Строежът на парламента от своя страна се определя от формата на държавно устройство, големината на държавата, механизмите за уравновесяване на властите, изискванията за ефективност на законодателния процес, качеството на политическата система и демократичността на държавното управление, както и от симпатиите на конституционните теоретици към определен модел.
Както в парламентарните, така и в президентските и полупрезидентските политически системи, ключова и неотменима функция на парламента е въвеждането на данъци и изготвянето на държавния бюджет. Това дава на тази политическа институция голяма власт върху определянето на политиката на страната. Основната разлика между парламентарната от една страна и президентската и полупрезидентската системи от друга е, че в първия случай парламентът може да отстрани чрез вот на недоверие правителството и има механизъм да излъчи ново правителство. При президентските системи в повечето случаи президентът като глава на изпълнителната власт може да разпусне парламента. Полупрезидентската система (термин, въведен от френския политолог Раймон Арон, основно отразяващ режима на Петата френска република) е междинна между двете други основни демократични политически системи и при нея държавната политика се определя и води чрез консенсус между сравнително силен парламент и силна изпълнителна власт (в лицето на президент като глава както на държавата, така и на изпълнителната власт). При нея има механизми както за разпускане на парламента чрез президентски указ, така и за разпускане на правителството от страна на парламента.

### Еднокамарна система
При еднокамарната система законодателният орган на държавата се състои от един орган (камара или палата). В България Народното събрание е еднокамарно, като Конституционният съд играе донякъде ролята на горна камара.

### Двукамарна система
При двукамарната система законодателният орган на държавата се състои от 2 органа (наричани камари или палати) с различен начин на образуване. Тази система отразява принципите на анациклозата, че стабилност на управлението се осигурява при едновременното съществуване на трите форми на управление: „монархия“ (крал, президент), аристокрация и демокрация, като двукамерният парламент е израз на „аристокрацията“ и „демокрацията“. Затова обикновено в едната камара представителството е териториално (по окръзи, области, щати или републики), а в другата е популярно (по гласоподаватели). Съществува в САЩ (Камара на представителите на САЩ и Сенат), Обединеното кралство (Камара на общините и Камара на лордовете), Франция (Национално събрание и Сенат), Италия (Камара на депутатите и Сенат), Испания (Генерални кортеси и Сенат) и др.
В Обединеното кралство, горната камара е отредена на аристокрацията, а долната на избрани от народа представители. Такова разделение в исторически план е имало в множество държави – виж обзор в статията Палата на перовете.
Основната разлика между отделните двукамарни системи се корени в структурата на държавно управление. Характерно за унитарните държави, в които територията заедно с населението е единен политически субект, е, че двете камари представляват долна и горна, като двустепенен процес на законодателство, в който горната камара може да отхвърли или внесе изменения в проектозакони, приети от долната камара, което ѝ отрежда върховенство. При федералните държави от друга страна (които представляват съюз от отделни политически субекти, наричани щати или федерални провинции), двете камари на парламента са равнопоставени. Едната камара се формира на общонационален принцип спрямо числеността на населението, а другата се формира на компромисен принцип, така че федерални провинции с голямо население да не съсредоточат под контрола си цялата власт, за сметка на провинциите с малко население. В такава система законопроектите трябва да бъдат приети в абсолютно идентична форма на отделни гласувания във всяка от двете камари по отделно. Текстовете се изготвят от общи за двете камари колективи и ако едната камара внесе изменения в законопроекта, тези изменения се гласуват от другата камара. Типичен пример в това отношение е парламентът (Федералното събрание) на Щвейцарската конфедерация, съставен от две равнопоставени камари (Национално събрание с 200 депутати и Събрание на кантоните с 46 депутати). Така кантонът Цюрих (с най-многобройното население, близо 1,5 млн. жители) разполага с 34 депутати в Националното събрание, но само с двама депутати в Събранието на кантоните, а кантонът Вътрешен Апенцел (с най-малобройното население, около 15 хил. жители) разполага с един-единствен депутат в Националното събрание и с един депутат в Събранието на кантоните. Освен това при федералното държавно устройство, тъй като федералните провинции сами по себе си представляват републики, те разполагат със свои собствени законодателни събрания, напълно независими от националния парламент.

## Функции на парламента
В духа на парламентаризма е олицетворяването на демократичното начало в управлението на една страна. Съставът му се формира обикновено чрез преки избори от населението на държавата. Парламентът осъществява напълно или ограничено законодателната власт съобразно с формата на управление и политическия режим на държавата. Законодателната дейност на парламента може да бъде ограничена от държавния глава, от правителството или от специален съд за конституционен надзор. Парламентът приема бюджета и отчета за неговото изпълнение и участва във формирането на вътрешната и външната политика на държавата, осъществява парламентарен контрол над правителствената дейност, гласува вот на доверие или на недоверие на правителството. Поставя въпроса за политическата и за съдебната отговорност на министрите.
Парламентът е един, а в някои държави – единственият законодателен орган на държавата. Парламентът също така се занимава с наблюдение на дейността на правителството (изпълнителната власт). Това разпределение е в съответствие с теорията за „разделение на властите“ на Монтескьо.

## Национални парламенти
- Народно събрание на Република България – българският законодателен орган
- Европейски парламент – парламентарен орган на Европейския съюз
- Парламент на Обединеното Кралство на Великобритания и Северна Ирландия – законодателят на Великобритания
- Сейм – долната камара на полския парламент
- Бундестаг – парламентът на Федерална република Германия
- Австрийски парламент – законодателният орган на Австрия
- Народна скупщина на Република Сърбия – парламентът на Сърбия
- Конгрес на САЩ – американският законодателен орган
- Кнесет – израелският парламент
- Федерално събрание на Руската федерация – руският парламент
- Генерални кортеси – испанският парламент
- Върховна рада – украинският парламент